# Liste der Deutschen Meister in der Nordischen Kombination
Die Liste der Deutschen Meister in der Nordischen Kombination listet die Deutschen Meister in der Nordischen Kombination sowie die Zweit- und Drittplatzierten der nationalen Titelkämpfe auf. Die ersten Meisterschaften wurden 1905 im Einzel ausgetragen, wobei der Sieger über viele Jahre mit dem „Goldenen Ski“ ausgezeichnet wurde. Zwischen 1998 und 2008 gab es mit dem Sprint einen zweiten Einzelwettkampf. Im Jahr 2008 gab es anstelle eines Gundersen-Einzels einen Massenstartwettbewerb. Die erstmalige Austragung eines Teamwettkampfes fand 1987 statt, wobei diese 1997 bereits wieder eingestellt wurden. Seit 2009 wird wieder ein Teamsprint abgehalten. Die Wettkämpfe wurden bis 1999 im Winter veranstaltet, inzwischen werden sie jedoch im Sommer auf mit Matten belegten Schanzen und auf Skiroller ausgetragen.

## Männer

### Einzel
| Jahr | Austragungsort                 | Meister              | Vize               | Dritter              |
| ---- | ------------------------------ | -------------------- | ------------------ | -------------------- |
| 1905 |                                | Alfred Walter        |                    |                      |
| 1907 | Schreiberhau                   | Johann Hollmann      | Rudolf Biehler     | Franz Adolph         |
| 1908 | Kohlgrub                       | Bruno Biehler        |                    |                      |
| 1909 |                                | Bruno Biehler        |                    |                      |
| 1910 |                                | Svein Trönnes        |                    |                      |
| 1911 | Oberwiesenthal                 | Karl Böhm-Hennes     | Rudolf Hollmann    |                      |
| 1912 |                                | Peter Oestbye        |                    |                      |
| 1913 |                                | Lauritz Bergendahl   |                    |                      |
| 1914 |                                | Hans Ginnestadt      |                    |                      |
| 1920 |                                | Hans von der Planitz |                    |                      |
| 1921 |                                | Adolf Berger         |                    |                      |
| 1922 |                                | Vinzenz Buchberger   |                    |                      |
| 1923 |                                | Josef Adolph         |                    |                      |
| 1924 |                                | Max Kröckel          |                    |                      |
| 1925 |                                | Kurt Endler          |                    |                      |
| 1926 |                                | Martin Neuner        |                    |                      |
| 1927 |                                | Gustl Müller         |                    |                      |
| 1928 |                                | Hans Vinjarengen     |                    |                      |
| 1929 |                                | Gustl Müller         |                    |                      |
| 1930 |                                | Erich Recknagel      |                    |                      |
| 1931 |                                | Gustl Müller         |                    |                      |
| 1932 |                                | Rudi Matt            |                    |                      |
| 1933 |                                | Max Fischer          |                    |                      |
| 1934 |                                | Alfred Stoll         |                    |                      |
| 1935 |                                | Sigurd Roen          |                    |                      |
| 1936 |                                | Willi Bogner         |                    |                      |
| 1937 | Altenberg                      | Günther Meergans     |                    |                      |
| 1938 | Neustadt im Schwarzwald        | Günther Meergans     |                    |                      |
| 1939 | Oberhof                        | Gustl Berauer        |                    |                      |
| 1940 | Ruhpolding                     | Gustl Berauer        |                    |                      |
| 1941 | Spindlermühle                  | Gustl Berauer        |                    |                      |
| 1949 | Isny                           | Günther Meergans     | Erich Windisch     | Reinhold Karg        |
| 1950 | Reit im Winkl                  | Günther Meergans     | Heinz Hauser       | Anderl Hechenberger  |
| 1951 | Neustadt im Schwarzwald        | Anderl Hechenberger  | Hans Speicher      | Franz Schifferer     |
| 1952 | Braunlage                      | Heinz Hauser         | Max Helmer         | Hofmann              |
| 1953 | Baiersbronn / Freudenstadt     | Heinz Hauser         | Cuno Werner        | Helmut Böck          |
| 1954 | Oberaudorf                     | Heinz Hauser         | Max Helmer         | Helmut Böck          |
| 1955 | Neustadt im Schwarzwald        | Helmut Böck          | Heinz Hauser       | Bernhard Drexl       |
| 1956 | Willingen / Waldeck            | Heinz Hauser         | Helmut Böck        | Eberhard Plenk       |
| 1957 | Altenau                        | Sepp Schiffner       | Eberhard Plenk     | Helmut Böck          |
| 1958 | Isny                           | Georg Thoma          | Sepp Schiffner     | Helmut Böck          |
| 1959 | Warmensteinach                 | Georg Thoma          | Edi Lengg          | Sepp Schiffner       |
| 1960 | Neustadt im Schwarzwald        | Georg Thoma          | Eberhard Plenk     | Edi Lengg            |
| 1961 | Winterberg                     | Georg Thoma          | Sepp Schiffner     | Edi Lengg            |
| 1962 | Braunlage                      | Georg Thoma          | Edi Lengg          | Sepp Schiffner       |
| 1963 | Ruhpolding                     | Georg Thoma          | Edi Lengg          | Josef Zeller         |
| 1964 | Baiersbronn                    | Georg Thoma          | Horst Möhwald      | Edi Lengg            |
| 1965 | Hinterzarten                   | Georg Thoma          | Edi Lengg          | Arthur Bodenmüller   |
| 1966 | Reit im Winkl                  | Georg Thoma          | Franz Keller       | Edi Lengg            |
| 1967 | Nesselwang                     | Franz Keller         | Edi Lengg          | Günther Naumann      |
| 1968 | Altenau                        | Ralph Pöhland        | Franz Keller       | Günther Naumann      |
| 1969 | Isny im Allgäu                 | Ralph Pöhland        | Franz Keller       | Alfred Winkler       |
| 1970 | Schönwald                      | Franz Keller         | Günther Naumann    | Hans Rudhart         |
| 1971 | Warmensteinach                 | Franz Keller         | Ralph Pöhland      | Hans Rudhart         |
| 1972 | Reit im Winkl                  | Franz Keller         | Ralph Pöhland      | Urban Hettich        |
| 1973 | Reit im Winkl                  | Franz Keller         | Hans Rudhart       | Urban Hettich        |
| 1974 |                                | Urban Hettich        |                    |                      |
| 1975 | Garmisch-Partenkirchen         | Urban Hettich        | Robert Rosenfelder | Anton Guggemoos      |
| 1976 | Hinterzarten                   | Urban Hettich        | Günther Abel       | Anton Guggemoos      |
| 1977 | Reit im Winkl                  | Urban Hettich        | Günther Abel       |                      |
| 1978 |                                | Urban Hettich        |                    |                      |
| 1979 |                                | Urban Hettich        |                    |                      |
| 1980 | Isny im Allgäu                 | Urban Hettich        | Martin Schartel    | Karl Spitz           |
| 1981 |                                | Urban Hettich        |                    |                      |
| 1982 |                                | Hermann Weinbuch     |                    |                      |
| 1983 | Oberstdorf                     | Dirk Kramer          | Hermann Weinbuch   | Spitz                |
| 1984 |                                | Hubert Schwarz       |                    |                      |
| 1985 |                                | Thomas Müller        |                    |                      |
| 1986 | Baiersbronn                    | Hermann Weinbuch     | Thomas Müller      | Peter Wucher         |
| 1987 |                                | Hans-Peter Pohl      | Dirk Kramer        | Thomas Donaubauer    |
| 1988 |                                | Hubert Schwarz       | Hans-Peter Pohl    | Jürgen Dilger        |
| 1989 |                                | Thomas Dufter        | Hubert Schwarz     | Thomas Müller        |
| 1990 |                                | Hans-Peter Pohl      | Thomas Dufter      | Thomas Müller        |
| 1991 | Oberstdorf                     | Hans-Peter Pohl      | Thomas Dufter      | Thomas Abratis       |
| 1992 | Oberhof                        | Jens Deimel          | Hans-Peter Pohl    | Thomas Abratis       |
| 1993 | Oberwiesenthal                 | Sven Leonhardt       | Falk Schwaar       | Hans-Peter Pohl      |
| 1994 | Oberstdorf                     | Hans-Peter Pohl      | Falk Schwaar       | Falk Weber           |
| 1995 | Schonach                       | Thomas Dufter        | Falk Weber         | Christian Dold       |
| 1996 | Oberhof                        | Thomas Abratis       | Jens Deimel        | Niclas Kullmann      |
| 1997 | Baiersbronn                    | Jens Deimel          | Ralf Adloff        | Matthias Looß        |
| 1998 | Ruhpolding                     | Jens Deimel          | Sepp Buchner       | Thorsten Schmitt     |
| 1999 | Oberwiesenthal                 | Sebastian Haseney    | Jens Deimel        | Sven Koch            |
| 2000 | Oberstdorf                     | Sebastian Haseney    | Ronny Ackermann    | Marko Baacke         |
| 2001 | Oberhof                        | Ronny Ackermann      | Georg Hettich      | Jens Gaiser          |
| 2002 | Winterberg                     | Ronny Ackermann      | Georg Hettich      | Jens Gaiser          |
| 2003 | Oberwiesenthal                 | Ronny Ackermann      | Jens Gaiser        | Björn Kircheisen     |
| 2004 | Oberstdorf                     | Ronny Ackermann      | Björn Kircheisen   | Tino Edelmann        |
| 2005 | Hinterzarten                   | Marcel Höhlig        | Tino Edelmann      | Georg Hettich        |
| 2006 | Oberhof                        | Björn Kircheisen     | Christian Beetz    | Georg Hettich        |
| 2007 | Winterberg                     | Georg Hettich        | Jens Kaufmann      | Marcel Höhlig        |
| 2009 | Garmisch-Partenkirchen         | Tino Edelmann        | Eric Frenzel       | Ronny Ackermann      |
| 2010 | Steinbach-Hallenberg           | Johannes Rydzek      | Eric Frenzel       | Markus Förster       |
| 2011 | Hinterzarten                   | Johannes Rydzek      | Fabian Rießle      | Andreas Günter       |
| 2012 | Klingenthal                    | Eric Frenzel         | Johannes Rydzek    | Tino Edelmann        |
| 2013 | Oberstdorf                     | Johannes Rydzek      | Fabian Rießle      | Manuel Faißt         |
| 2014 | Hinterzarten                   | Johannes Rydzek      | Fabian Rießle      | Eric Frenzel         |
| 2015 | Oberstdorf                     | Johannes Rydzek      | Eric Frenzel       | Björn Kircheisen     |
| 2016 | Oberhof/Steinbach-Hallenberg   | Johannes Rydzek      | Eric Frenzel       | Manuel Faißt         |
| 2017 | Klingenthal                    | Johannes Rydzek      | Eric Frenzel       | Tobias Simon         |
| 2018 | Hinterzarten/Breitnau          | Fabian Rießle        | Eric Frenzel       | Terence Weber        |
| 2019 | Klingenthal/Johanngeorgenstadt | Fabian Rießle        | Johannes Rydzek    | Manuel Faißt         |
| 2020 | Oberstdorf                     | Fabian Rießle        | Vinzenz Geiger     | Jakob Lange          |
| 2021 | Oberhof/Zella-Mehlis           | Johannes Rydzek      | Terence Weber      | Fabian Rießle        |
| 2022 | Hinterzarten                   | Fabian Rießle        | Jakob Lange        | Julian Schmid        |
| 2023 | Klingenthal                    | Julian Schmid        | Johannes Rydzek    | Terence Weber        |
| 2024 | Oberhof                        | David Mach           | Terence Weber      | Wendelin Thannheimer |

### Sprint
| Jahr | Austragungsort | Meister          | Vize               | Dritter          |
| ---- | -------------- | ---------------- | ------------------ | ---------------- |
| 1998 | Ruhpolding     | Sven Koch        | Jens Deimel        | Riccardo Stärker |
| 2000 | Oberstdorf     | Ronny Ackermann  | Sebastian Haseney  | Marko Baacke     |
| 2001 | Oberhof        | Ronny Ackermann  | Björn Kircheisen   | Jens Gaiser      |
| 2002 | Winterberg     | Jens Gaiser      | Ronny Ackermann    | Georg Hettich    |
| 2003 | Oberwiesenthal | Ronny Ackermann  | Jens Gaiser        | Björn Kircheisen |
| 2004 | Oberstdorf     | Georg Hettich    | Ronny Ackermann    | Jens Gaiser      |
| 2005 | Hinterzarten   | Jens Gaiser      | Stephan Münchmeyer | Georg Hettich    |
| 2006 | Oberhof        | Björn Kircheisen | Christian Beetz    | Ronny Ackermann  |
| 2007 | Winterberg     | Christian Beetz  | Steffen Tepel      | Andreas Günter   |
| 2008 | Klingenthal    | Björn Kircheisen | Christian Beetz    | Georg Hettich    |

### Massenstart
| Jahr | Austragungsort | Meister      | Vize             | Dritter         |
| ---- | -------------- | ------------ | ---------------- | --------------- |
| 2008 | Klingenthal    | Eric Frenzel | Björn Kircheisen | Ronny Ackermann |

### Mannschaft
| Jahr | Austragungsort | Meister                                                             | Vize                                             | Dritter                                              |
| ---- | -------------- | ------------------------------------------------------------------- | ------------------------------------------------ | ---------------------------------------------------- |
| 1987 |                | Bayern IThomas Müller Hubert Schwarz Hermann Weinbuch               | Bayern II                                        | Schwäbischer Skiverband                              |
| 1988 |                | Schwäbischer SkiverbandFriedrich Braun Michael Loskarn Thomas Flaig | Bayern I                                         | Schwarzwald I                                        |
| 1989 |                | Bayern IHorst Hüttel Thomas Dufter Hubert Schwarz                   | Schwäbischer Skiverband                          | Bayern IV                                            |
| 1990 |                | Bayern IThomas Müller Thomas Dufter                                 | Schwarzwald I                                    | Bayern II                                            |
| 1991 | Oberstdorf     | Bayern IThomas Müller Thomas Dufter                                 | Sachsen IIRalph Leonhardt Thomas Abratis         | Thüringen IIJörg Beetz Wagner                        |
| 1992 |                | SachsenThomas Abratis E. Franke                                     | Thüringen I                                      | Thüringen II                                         |
| 1993 |                | SachsenThomas Abratis Uwe Prenzel                                   | Bayern IRoland Schmid Andreas Bauer              | Westdeutscher Ski-VernandChristof Braun Torsten Peis |
| 1995 |                | Thüringen IFalk Weber Enrico Heisig                                 | RG Baden-WürttembergNiclas Kullmann Markus Görtz | Bayern IThomas Dufter Sepp Buchner                   |
| 1996 | Oberhof        | Skiverband Baden-WürttembergRoland Braun Niclas Kullmann            | Thüringen IFalk Weber Enrico Heisig              | BayernThomas Dufter Sepp Buchner                     |
| 1997 |                | Thüringen ISven Koch Enrico Heisig                                  | Sachsen IRalf Adloff Thomas Abratis              | Thüringen IIFalk Weber Riccardo Stärker              |

### Teamsprint
| Jahr | Austragungsort                 | Meister                                           | Vize                                          | Dritter                                        |
| ---- | ------------------------------ | ------------------------------------------------- | --------------------------------------------- | ---------------------------------------------- |
| 2009 | Garmisch-Partenkirchen         | Thüringen IRonny Ackermann Tino Edelmann          | Sachsen IBjörn Kircheisen Eric Frenzel        | Bayern IWolfgang Bösl Johannes Rydzek          |
| 2010 | Steinbach-Hallenberg           | Sachsen ISebastian Reuschel Eric Frenzel          | Bayern IJanis Morweiser Johannes Rydzek       | Bayern IChristian Beetz Tino Edelmann          |
| 2011 | Hinterzarten                   | Baden-Württemberg IIJohannes Wasel Andreas Günter | Baden-Württemberg IManuel Faißt Fabian Rießle | Bayern IWolfgang Bösl Johannes Rydzek          |
| 2012 | Klingenthal                    | ausgefallen                                       | ausgefallen                                   | ausgefallen                                    |
| 2013 | Oberstdorf                     | Baden-Württemberg IFabian Rießle Manuel Faißt     | Bayern IJohannes Rydzek Jakob Lange           | Sachsen IEric Frenzel David Welde              |
| 2014 | Hinterzarten                   | Bayern IJohannes Rydzek Jakob Lange               | Baden-Württemberg IFabian Rießle Manuel Faißt | Sachsen IEric Frenzel Björn Kircheisen         |
| 2015 | Oberstdorf                     | Bayern IJohannes Rydzek Jakob Lange               | Sachsen IEric Frenzel Björn Kircheisen        | Bayern IIWolfgang Bösl Vinzenz Geiger          |
| 2016 | Oberhof/Zella-Mehlis           | Baden-Württemberg IManuel Faißt Fabian Rießle     | Bayern IJakob Lange Johannes Rydzek           | Baden-Württemberg ITobias Simon Tobias Haug    |
| 2017 | Klingenthal                    | Sachsen IBjörn Kircheisen Eric Frenzel            | Bayern IJohannes Rydzek Vinzenz Geiger        | Baden-Württemberg IIManuel Faißt Fabian Rießle |
| 2018 | Hinterzarten/Breitnau          | Baden-Württemberg IManuel Faißt Fabian Rießle     | Sachsen ITerence Weber Eric Frenzel           | Bayern ISimon Hüttel Johannes Rydzek           |
| 2019 | Klingenthal/Johanngeorgenstadt | Baden-Württemberg IManuel Faißt Fabian Rießle     | Sachsen ITerence Weber Eric Frenzel           | Bayern IJulian Schmid Johannes Rydzek          |
| 2020 | Oberstdorf                     | Baden-Württemberg IManuel Faißt Fabian Rießle     | Sachsen IEric Frenzel Terence Weber           | Bayern IJakob Lange Vinzenz Geiger             |
| 2021 | Oberhof/Zella-Mehlis           | Bayern IJulian Schmid Johannes Rydzek             | Sachsen IEric Frenzel Terence Weber           | Baden-Württemberg IManuel Faißt Fabian Rießle  |
| 2022 | Hinterzarten                   | Bayern IJulian Schmid Jakob Lange                 | Baden-Württemberg IManuel Faißt Fabian Rießle | Bayern IIWendelin Thannheimer Johannes Rydzek  |
| 2023 | Klingenthal                    | ausgefallen                                       | ausgefallen                                   | ausgefallen                                    |
| 2024 | Oberhof/Zella-Mehlis           | Bayern IWendelin Thannheimer David Mach           | Baden-Württemberg IJan Andersen Manuel Faißt  | Bayern IIJakob Lange Julian Schmid             |

## Frauen

### Einzel
| Jahr | Austragungsort       | Meisterin           | Vize                | Dritte         |
| ---- | -------------------- | ------------------- | ------------------- | -------------- |
| 2020 | Oberstdorf           | Jenny Nowak         | Emilia Görlich      | Svenja Würth   |
| 2021 | Oberhof/Zella-Mehlis | Jenny Nowak         | Cindy Haasch        | Marie Naehring |
| 2022 | Hinterzarten         | Nathalie Armbruster | Jenny Nowak         | Anne Häckel    |
| 2023 | Klingenthal          | Nathalie Armbruster | Jenny Nowak         | Maria Gerboth  |
| 2024 | Oberhof/Zella-Mehlis | Jenny Nowak         | Nathalie Armbruster | Svenja Würth   |

### Teamsprint
| Jahr | Austragungsort       | Meisterin                                           | Vize                                                   | Dritte                                |
| ---- | -------------------- | --------------------------------------------------- | ------------------------------------------------------ | ------------------------------------- |
| 2022 | Hinterzarten         | Thüringen IMaria Gerboth Cindy Haasch               | Sachsen IAnne Häckel Jenny Nowak                       | BayernMagdalena Burger Sophia Maurus  |
| 2023 | Klingenthal          | Sachsen IRonja Loh Jenny Nowak                      | Baden-Württemberg IFabienne Klumpp Nathalie Armbruster | BayernMagdalena Burger Sophia Maurus  |
| 2024 | Oberhof/Zella-Mehlis | Baden-Württemberg ISvenja Würth Nathalie Armbruster | Sachsen IRonja Loh Jenny Nowak                         | Thüringen IMaria Gerboth Cindy Haasch |